# Атанга, Давид
Давид Дона Атанга (англ. David Dona Atanga; род. 25 декабря 1996, Болгатанга, Гана) — ганский футболист, полузащитник клуба «Вольфсберг».

## Карьера

### Клубная карьера
Давид занимался футболом в клубе «Ред Булл Гана». В 2014 году, после расформирования команды, Атанга переехал в Австрию и до 18-летия тренировался с молодёжной командой «Ред Булл Зальцбург».
27 февраля 2015 ганец дебютировал за «Лиферинг», являющийся фарм-клубом зальцбуржцев и отметился забитым мячом.
Первый матч в Австрийской Бундеслиге Атанга провёл 25 июля 2015 года, выйдя в стартовом составе на матч с «Маттерсбургом». Полузащитник отметился голевой передачей. Спустя 4 дня Давид дебютировал в еврокубках во встрече квалификационного раунда Лиги чемпионов со шведским «Мальмё».
В июле 2015 года ганец подписал новый контракт с «Ред Буллом» сроком на 5 лет.

### Карьера в сборной
Атанга был включён в заявку молодёжной сборной Ганы для участия в чемпионате мира 2015. На турнире в Новой Зеландии Давид сыграл во всех четырёх матчах своей сборной на турнире.